# Metoponrhis rungsi
Metoponrhis rungsi är en fjärilsart som beskrevs av Lucas 1937. Metoponrhis rungsi ingår i släktet Metoponrhis och familjen nattflyn. Inga underarter finns listade i Catalogue of Life.